# Concursante (película)
Concursante es una película española del género drama, dirigida por Rodrigo Cortés y estrenada el 16 de marzo del 2007. Fue ganadora del premio de la crítica en el Festival de Málaga de ese mismo año.

## Argumento
Martín Circo Martín (Leonardo Sbaraglia) es un profesor de Historia de la Economía que gana un concurso de preguntas y respuestas sobre Economía. Pasa de la noche a la mañana a ser millonario gracias al premio que gana, valorado en 3 millones de euros. Entre ellos está un coche de lujo, una avioneta, una mansión, un yate. El problema llega cuando el personaje principal ve que está atrapado en un bucle donde el sistema financiero creado por los bancos empieza a ahogarlo. Aquellos que le crean la necesidad también lo asfixian.

## Reparto
- Leonardo Sbaraglia como Martín Circo Martín.
- Chete Lera como Edmundo Figueroa.
- Miryam Gallego como Laura.
- Fernando Cayo como Eloy.
- Miriam De Maeztu como Carmen Santillana.
- Susana Mayo como Asunción.
- Ángel González Quesada como Presentador tv

## Comentarios
Primer largometraje del director Rodrigo Cortés. Rodada en casi 6 semanas.
Como parte de su estrategia de marketing se diseñó una campaña viral con el nombre de DESPIERTA, IMBÉCIL.